# Sankt Basileios av Ostrogs kyrka, Šabac
Sankt Basileios av Ostrogs kyrka (serbisk kyrilliska: Црква Светог Василија Острошког; latinska: Crkva Svetog Vasilija Ostroškog; kyrkslaviska: Це́рковь Свѧтого Васї́лїѧ Ѻстрожского) är en serbisk-ortodox kyrkobyggnad belägen i staden Šabac i regionen Šumadija och västra Serbien, i Serbien.
Kyrkan är helgad åt Sankt Basileios av Ostrog och tillhör Šabacs stift.

## Bilder

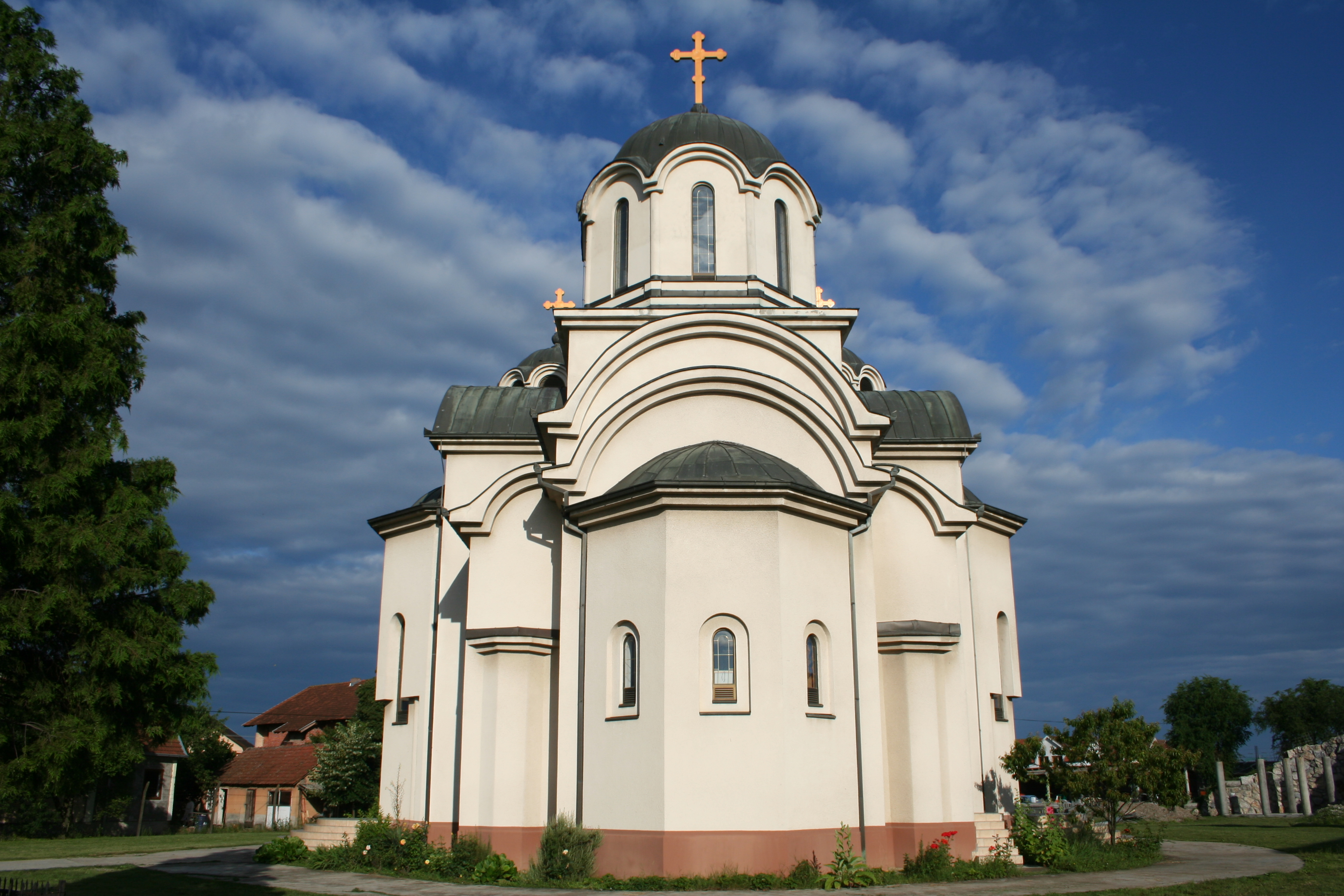
Baksidan och absiden.
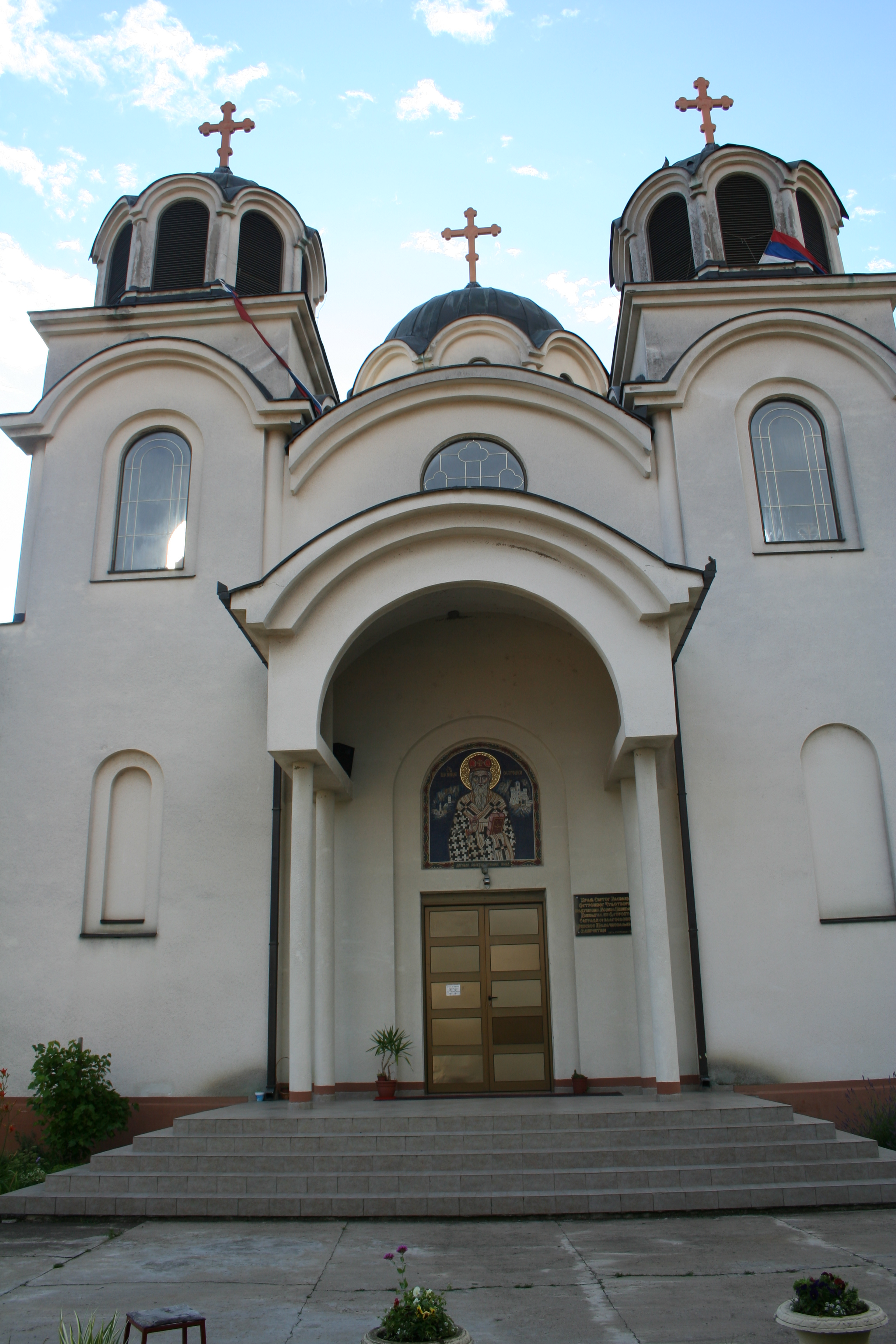
Framsidan och ingången.
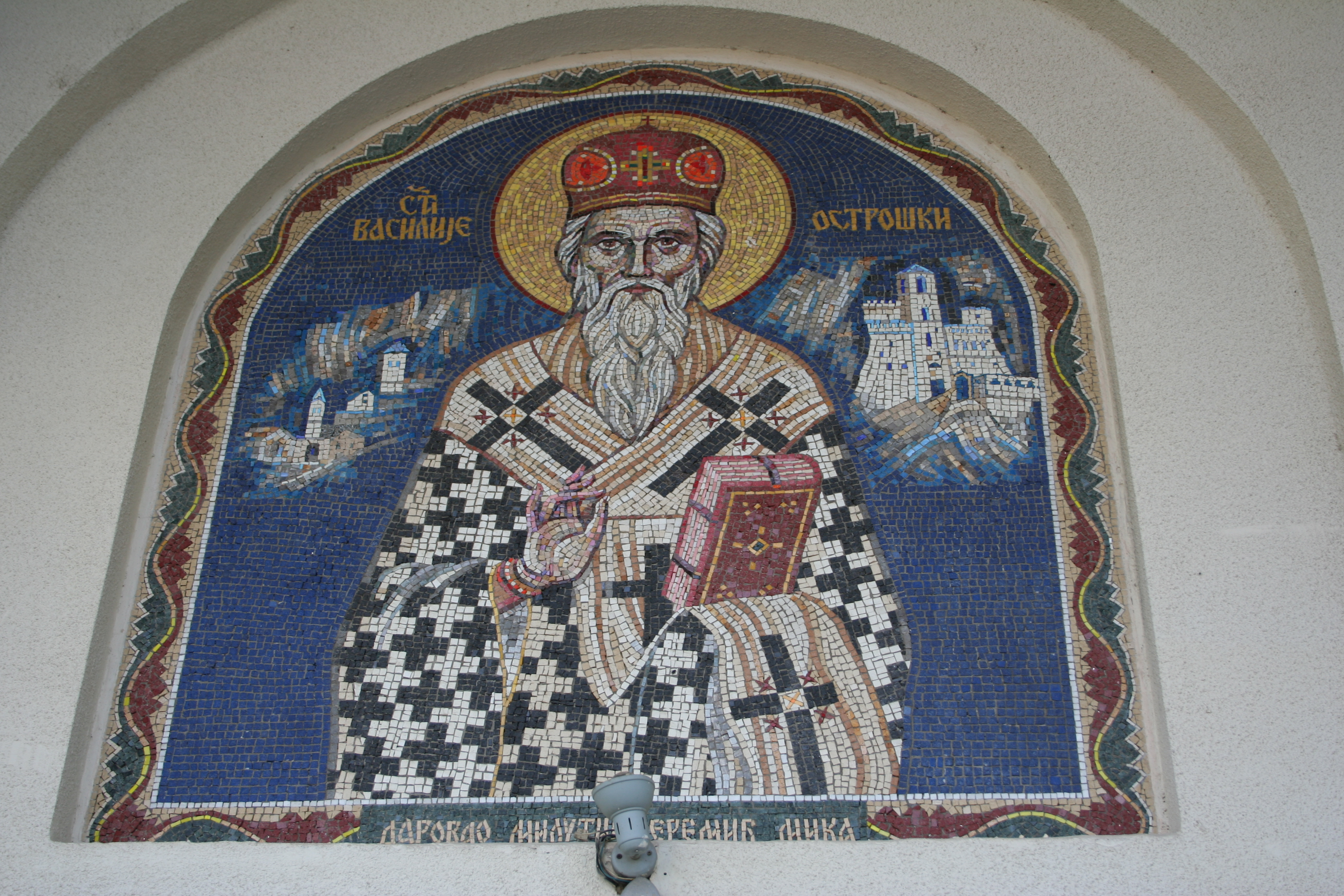
Sankt Basileios av Ostrogs avbildad ovanför ingången.